# Pórtol

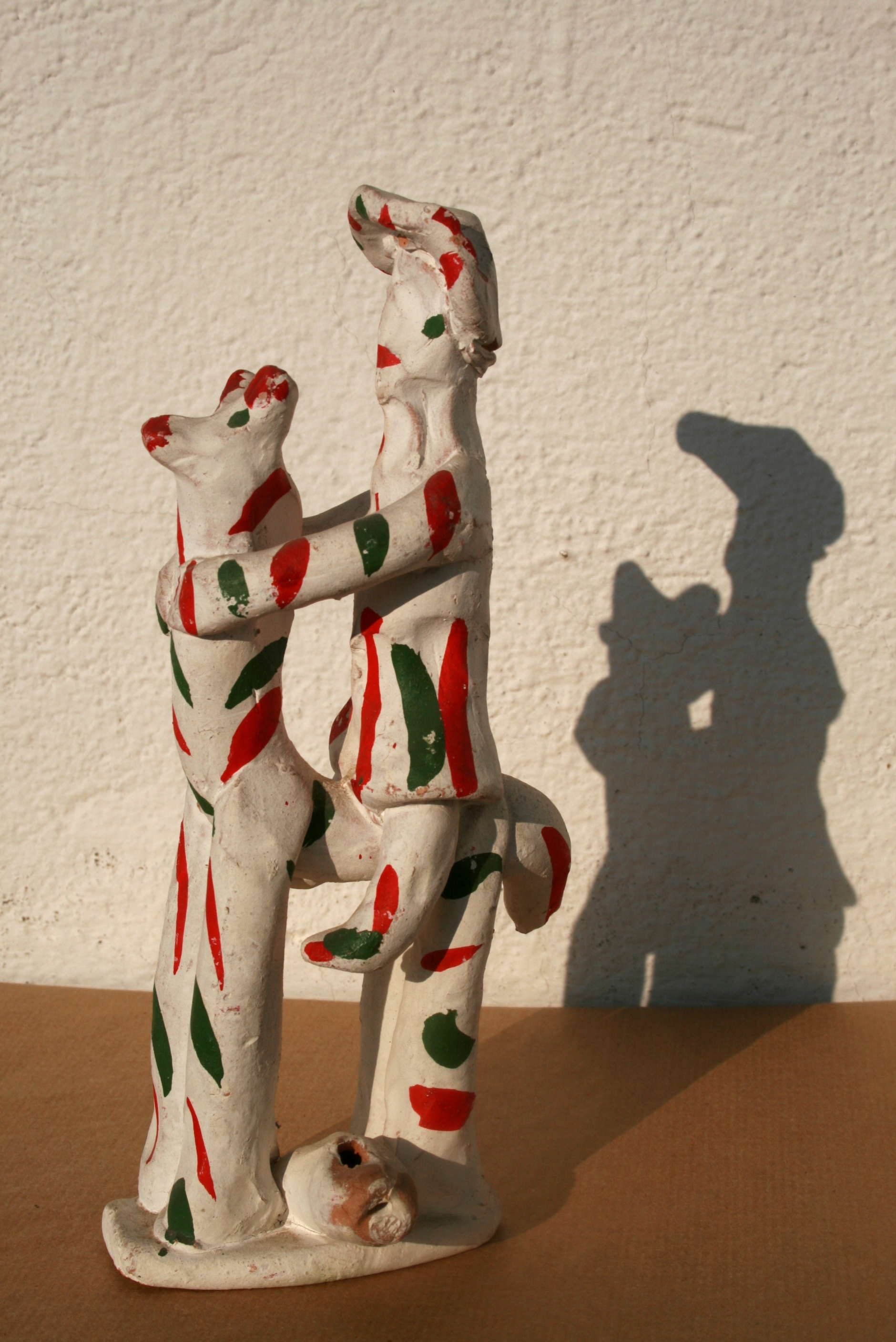
Siurell mallorquín.

Pórtol (en catalán y oficialmente Pòrtol) es una localidad y pedanía española perteneciente al municipio de Marrachí, en la parte suroccidental de Mallorca, comunidad autónoma de las Islas Baleares. Cerca de esta localidad se encuentran los núcleos de La Cabaneta, San Marcial-La Viña de Son Verí, Son Amaller, Figueral-Ca'n Farineta y Santa María del Camino.
Pórtol es famoso por su alfarería tradicional, en especial las "greixoneres".

## Demografía
Según el Instituto Nacional de Estadística de España, en el año 2022 Pórtol contaba con 1500 habitantes aproximadamentecensados, lo que representa el 3,86 % de la población total del municipio.

### Evolución de la población
| Gráfica de evolución demográfica de Pórtol entre 2012 y 2022 |
|                                                              |
| Datos según el nomenclátor publicado por el INE.             |

## Cultura

### Fiestas
Sus fiestas populares se celebran en torno al 16 de julio en honor a la patrona de la localidad, la Virgen del Carmen.
También destaca el día de la Santísima Trinidad, patrona de los alfareros, donde se celebra una misa y luego se hacen bailes populares.